# ان (رود)
 ان رودی است که از شامپاین-آردن سرچشمه می‌گیرد و به اوآز می‌ریزد. این رود از کشور فرانسه می‌گذرد.